# Rosa omeiensis
Rosa omeiensis là loài thực vật có hoa trong họ Hoa hồng. Loài này được Rolfe miêu tả khoa học đầu tiên năm 1912.

## Hình ảnh

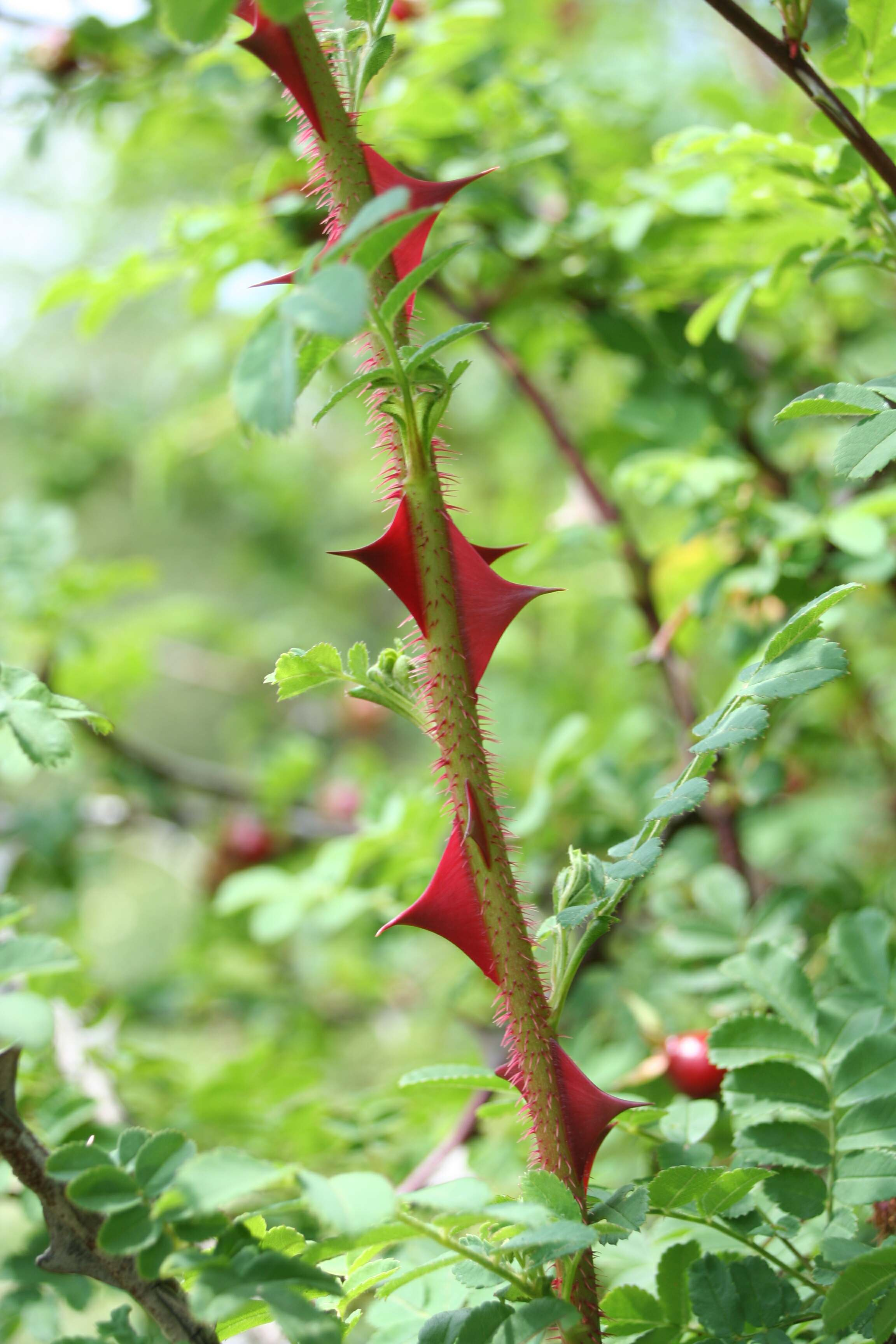
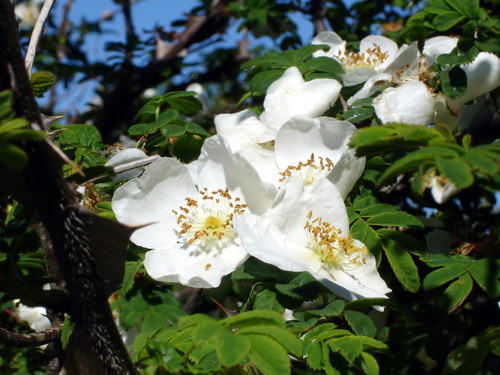